# Helena Illnerová

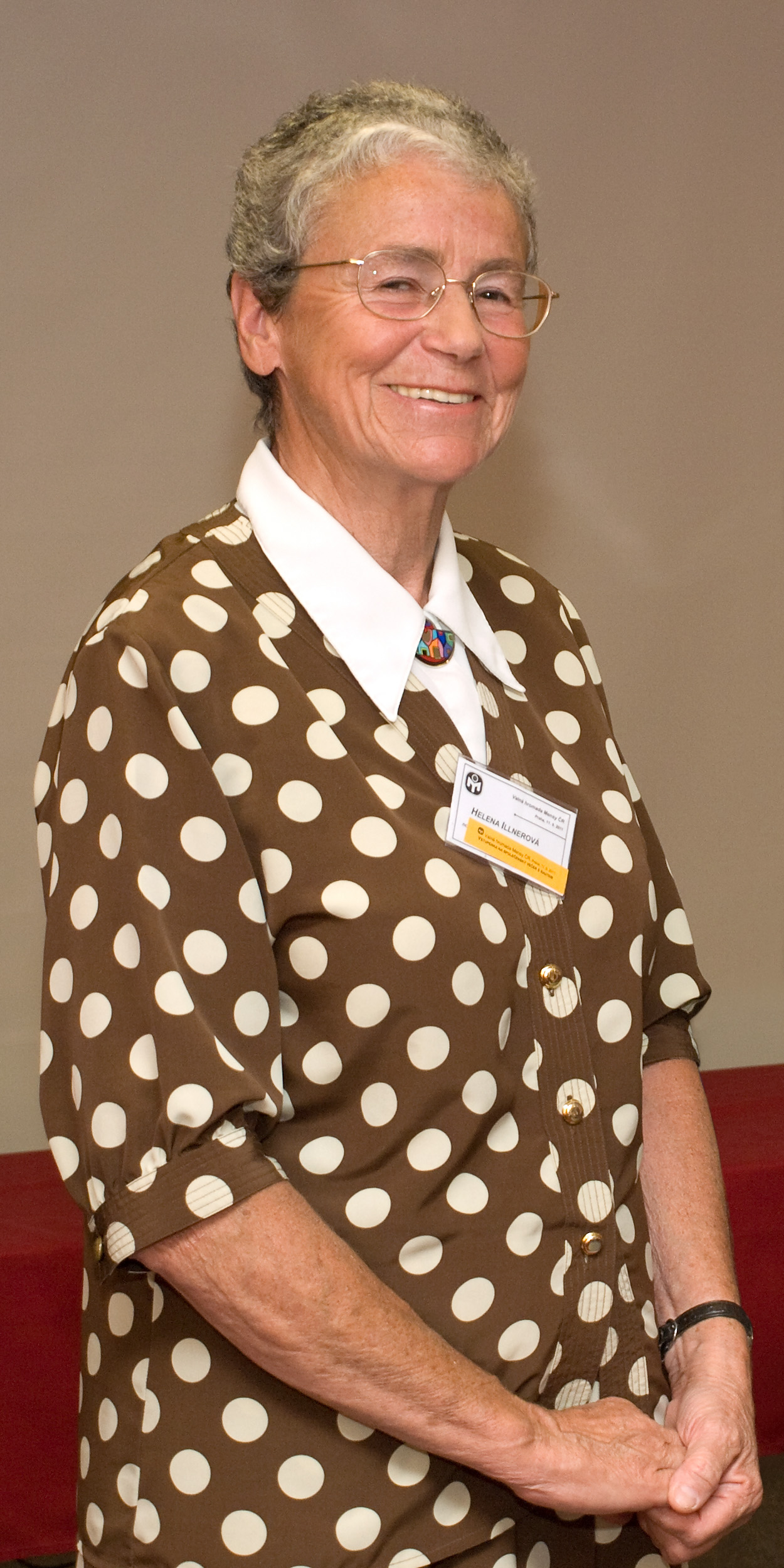
Helena Illnerová (červen 2011)

Helena Illnerová (* 28. prosince 1937 Praha) je česká fyzioložka a biochemička, bývalá předsedkyně Akademie věd České republiky a v letech 2008–2010 předsedkyně Učené společnosti České republiky.
Jako první na světě se svým týmem zjistila, že tvorba melatoninu v šišince mozkové je řízena biologickými hodinami v mozku. V současnosti je členkou vědecké rady AV ČR, Univerzity Karlovy a dvou jejích fakult, Masarykovy univerzity a Jihočeské univerzity, rady FGÚ AV ČR a členkou Rady Národního muzea. Je též členkou Evropského poradního výboru pro výzkum, Evropské akademie věd a umění a v letech 2000 až 2004 byla členkou Velké poroty pro Descartovu cenu EU za výzkum.

## Život a výzkum
V roce 1961 vystudovala biochemii na Přírodovědecké fakultě Univerzity Karlovy a pak nastoupila jako aspirantka do Fyziologického ústavu Akademie věd, kde zabývala tvorbou močoviny v játrech potkana během jeho vývoje. Podařilo se jí získat zajímavé poznatky o enzymu močovinového cyklu a v roce 1966 se stala kandidátkou věd. Ve své vědecké práci se dál zabývala látkovou výměnou v šišince mladých potkanů. Chtěla zjistit, jak ovlivní otevření očí jejich další vývoj a produkci hormonů. Nečekaným výsledkem pokusu byl objev, že osvětlení potkanů v noci okamžitě mění hladinu některých biologicky účinných látek v šišince mozkové, zejména té, z níž se vytváří hormon melatonin.
V roce 1969 byla i s rodinou na studijní cestě v USA, za rok se ale musela vrátit, protože nechtěla emigrovat. V Praze jako první na světě se svým týmem zjistila, že tvorba melatoninu je řízena biologickými hodinami, které je nasvěcováním možno ovlivňovat. Výsledkem dalších složitých pokusů bylo zjištění, že biologické hodiny savců jsou modelovány délkou dne, tedy roční dobou. V 90. letech také přednášela fyziologii a patofyziologii na 3. LF UK v Praze. V roce 1993 byla zvolena místopředsedkyní Akademie věd a v roce 2001 se stala její předsedkyní. Ve funkci působila až do roku 2005, kdy ji nahradil Václav Pačes.
V roce 2005 dostala od prezidenta republiky české státní vyznamenání – Medaili Za zásluhy II. stupně.
V roce 2011 obdržela Čestné uznání Mensy ČR.

## Mimo vědeckou činnost
Její otec byl židovského původu a za války prošel koncentračními tábory, které přežil, a vrátil se domů.
Byla provdána za sociologa Michala Illnera (19. května 1934 – 11. července 2021), s nímž měla dvě děti, syna Jakuba (* 1966) a dceru Libuši (* 1967). V letech 1975 až 1985 založila a vedla oddíl mládeže „Sluníčka“ u turistického oddílu Slavoj Praha.
V listopadu 2006 se stala na tři roky předsedkyní České komise pro UNESCO, která je poradním a koordinačním orgánem české vlády. V této čestné funkci nahradila diplomatku a bývalou senátorku Jaroslavu Moserovou.
Na XIV. výročním zasedání 20. května 2008 se stala na dvouleté období předsedkyní Učené společnosti ČR, když ve funkci vystřídala astrofyzika Jiřího Grygara. Illnerová uvedla, že plánuje propojit Učenou společnost s jinými organizacemi, jako je Akademie věd ČR, Inženýrská akademie ČR, Česká lékařská akademie atd.
Kromě krátkého členství v ODA nebyla a není členkou žádné politické strany, v dubnu 2008 nicméně ohlásila svou kandidaturu (jako nestraník za Stranu Zelených) pro podzimní volby do Senátu PČR ve volebním obvodě č. 21, který zahrnuje městské části Praha 5 a Praha 13.
Získala 18,52 % hlasů, skončila na 3. místě, a do druhého kola tak nepostoupila.